# سفكارتسي ساكو
كان سفكارتسي ساكو (الرابع عشر من يناير، 1870 – 13 من نوفمبر، 1908) ثائرًا أرمينيًا وعضوًا في الاتحاد الثوري الأرميني.

## حياته
ولد سفكارتسي ساكو في قرية سيفكار في الإمبراطورية الروسية، والموجودة حاليًا في الجزء الشمالي الشرقي من أرمينيا. وقد كانت له علاقات مع شخصيات ثورية أرمينية بارزة مثل ساركيس جوجونيان وكريستابور ميكائيليان ورسودوم.
وفي عام 1892، استقر المقام بسفكارتسي ساكو في دير ديريك، بالقرب من الحدود الإيرانية التركية من أجل تسهيل نقل الجنود الأرمن المتطوعين والمعدات والأسلحة إلى غرب أرمينيا.
وفي عام 1897، شارك في حملة خاناسور كقائد لمجموعة الفرسان، حيث انتصر مقاتلو الثورة الأرمينية في هجومهم على قبيلة مازريك الكردية.
وبعد انتهاء الحملة، استقر المقام بسفكارتسي ساكو في إيشمياتسين، إلا أنه عاد على الفور إلى غرب أرمينيا حيث تم اعتقاله على يد الشرطة التركية في فان، وتم الحكم عليه بالسجن لمدة 101 عام. وفي عام 1901، رغم ذلك، تم منحه الفرصة لأن تتم محاكمته من خلال محكمة روسية سمحت بإطلاق سراحه.
وأثناء الصراعات التي وقعت بين الأرمن والتتار في عام 1905، قام سفكارتسي ساكو بتنظيم الدفاع الذاتي في غازاخ شمشادين. وبعد الصراعات، شارك في نهاية المطاف في الثورة الدستورية الفارسية كقائد لسلاح الفرسان.
وفي عام 1908، توفي بسبب الإصابة بمرض الكوليرا، عندما ناهز من العمر 38 عامًا.

## الإرث
أطلق اسم سفكارتسي ساكو على أحد شوارع أرمينيا.
وفي القرية التي شهدت ميلاده، سيفكار، تم عمل تمثال نصفي تقديرًا لسفكارتسي ساكو.
وقد قام في فالاتيان بكتابة كتاب من 194 صفحة في عام 1959 يصف فيه بالتفاصيل حياة وإنجازات سفكارتسي ساكو.

## وصلات خارجية
- Armenian folkloric song dedicated to Sevkaretsi Sako (YouTube Video)